# Agustina Comedi
Agustina Comedi (Córdoba, 10 de diciembre de 1986) es una directora de cine y guionista argentina, premiada en múltiples festivales. Entre sus obras cinematográficas se destacan El silencio es un Cuerpo que Cae (2017), Playback. Ensayo para una Despedida (2019) y Archivo de la Memoria Trans (2022), pertenecientes al cine LGBT+ argentino.

## Biografía
Agustina Comedi nació en Córdoba el 10 de diciembre de 1986. Estudió Letras Modernas y Tecnicatura en Corrección de estilo en la Universidad Nacional de Córdoba. Estudió con Pablo Solarz, Mauricio Kartún, Ariel Barchilón, Marta Andreu y Gustavo Fontán. Es docente del Taller Audiovisual del Bachillerato Popular Raymundo Gleyzer. Debutó en 2018 con El Silencio es un Cuerpo que Cae, un documental con el que obtuvo el Cóndor de Plata a la mejor película de su rubro, que tiene la particularidad de utilizar filmaciones realizadas por su padre, para mostrar su vida como militante de izquierda y a su vez su lado oculto como disidente sexual. Luego estrenó Playback. Ensayo para una Despedida, también con material documental sobre una travesti que es la única sobreviviente de su grupo, muertas por el sida.

## Filmografía como director
- El silencio es un Cuerpo que Cae (2017)
- Playback. Ensayo para una Despedida (2019)
- Archivo de la Memoria Trans (2022)

## Premios y nominaciones
- Premios Cóndor (Asociación Argentina de Críticos de Cine) 
  - 2019. Ganador. Cóndor de Plata por Mejor Largometraje Documental, por El silencio es un cuerpo que cae (2017)
  - 2019. Nominado. Mejor Ópera Prima, por El silencio es un cuerpo que cae (2017)
  - 2019. Nominado. Mejor Director, por El silencio es un cuerpo que cae (2017)
  - 2022. Nominado. Mejor Serie Documental por Archivo de la Memoria Trans
  - 2022. Nominado. Mejor Dirección en Series por Archivo de la Memoria Trans
- Festival Internacional de Cine de Berlín (Berlinale)
  - 2020. Ganador (Teddy). Mejor Cortometraje por Playback. Ensayo de una despedida (2019)
  - 2020. Nominado (Oso de Oro). Mejor Cortometraje por Playback. Ensayo de una despedida (2019)
- Dokufest Festival Internacional de Documentales y Cortometrajes
  - 2020. Nominado. Premio Documentales Cortos, por Playback. Ensayo de una despedida (2019)
- Festival de Cine de Hamburgo
  - 2018. Nominado. Premio Talentos Jóvenes. Mejor Film, por El silencio es un cuerpo que cae (2017)
- Festival de Cortometrajes de Hamburgo
  - 2020. Nominado. Mejor Cortometraje Internacional por Playback. Ensayo de una despedida (2019)
- Festival Internacional de Documentales Hot Docs de Canadá
  - 2020. Nominado. Mejor Documental Corto por Playback. Ensayo de una despedida (2019)
- Festival Internacional de Cine Documental de Navarra Punto de Vista
  - 2020. Nominado. Gran Premio Punto de Vista por Playback. Ensayo de una despedida (2019)
- Festival de Cine Latinoamericano de Lima
  - 2018. Ganador. Premio del Jurado, Mejor Película Documental por El silencio es un cuerpo que cae (2017)
- Festival de Cine de Mar del Plata
  - 2019. Ganador. Mejor Cortometraje Argentino por Playback. Ensayo de una despedida (2019)
- Premios Fénix
  - 2018. Nominado. Mejor Documental por El silencio es un cuerpo que cae (2017)
- Festival de Cine y Artes Two Riversides
  - 2020. Nominado. Premio Competición de Cortometrajes por Playback. Ensayo de una despedida (2019)